# Culex uncinatus
Culex uncinatus är en tvåvingeart som beskrevs av Mercedes Delfinado 1966. Culex uncinatus ingår i släktet Culex och familjen stickmyggor.
Artens utbredningsområde är Filippinerna. Inga underarter finns listade i Catalogue of Life.